# ピョートル・ヴラーンゲリ
ピョートル・ニコラーエヴィチ・ヴラーンゲリ（ロシア語: Пётр Никола́евич Вра́нгель, ラテン文字転写: Pyotr Nikolayevich Wrangel ロシア語発音: [ˈpʲɵtr nʲɪkɐˈlajɪvʲɪtɕ ˈvranɡʲɪlʲ]；ドイツ語: Peter von Wrangel ペーター・フォン・ヴランゲル、1878年8月15日(8月27日) - 1928年4月25日）は、ロシアの貴族、陸軍軍人、政治家。ロシア内戦における白軍の司令官の一人で、白軍勢力最後の総司令官として知られる。ロシア南部、ウクライナ、クリミア半島方面で反革命運動を行った。爵位は男爵で、最終階級は中将である。

## 概要
バルト・ドイツ系で名門貴族ヴラーンゲリ家の一族出身であるピョートル・ヴラーンゲリは、鉱山技師としての教育を受けた後、1902年、ロシア帝国陸軍に入隊した。第一次世界大戦中は騎兵隊の指揮官として活躍し、中将まで昇進した。二月革命とロシアの東部戦線離脱後はクリミアに撤退するが、十月革命が起こると、ボリシェヴィキに逮捕される。後に脱走して白色運動に参加し、反革命派の筆頭指揮官なり、1920年には、アントーン・デニーキン将軍の後任として、南ロシア政府の最高司令官に就任した。
南ロシア軍事政権の長として、彼は徹底的な土地改革を推し進め、自身の配下にいる白軍を「ロシア軍」（一般にはヴラーンゲリ軍と呼ばれる）に再編成し、反ボリシェヴィキ独立運動との関係を築こうとした。しかし、赤軍に数で圧倒され、敗北が確実となったため、1920年にクリミアからの集団撤退を余儀なくされた。撤退後はコンスタンティノープルやセルビアに亡命し、最も著名な白系ロシア人の一人として知られるようになった。1927年にはブリュッセルに移住し、その1年後に同地で死去した。

## 生涯

### 誕生
ヴラーンゲリは、ニコライ・エゴロヴィチ・ヴラーンゲリ男爵とその妻、マリアの息子として、ロシア帝国領リトアニアのコヴノ県ノヴォアレクサーンドロフスク（現在のザラサイの近郊）で生まれた。ヴラーンゲリ家はバルト・ドイツ系の貴族であり、一族の中には、著名な北極探検家のフェルジナント・ヴラーンゲリ提督や普墺戦争で活躍したプロイセンのフリードリヒ・フォン・ヴランゲル元帥などの著名な作品将軍たちが存在する。

### 初期の軍歴
1891年、近衛隊（レーイブ＝グヴァールヂヤ）の騎兵連隊に兵卒として勤務。1896年にロストフ実科中学校を、1901年にサンクトペテルブルクの鉱山大学を卒業した。その年から、近衛隊騎兵連隊に勤務し、ニコライ騎兵学校で騎兵カリキュラムを修める。翌1902年には、近衛騎兵少尉に任官するが、一時軍を離れ、イルクーツク州勤務となり、総督から「特別任務」を任された。
1904年2月に日露戦争が始まると、再び軍に志願し、ザバイカル・コサック軍の第2ヴェルフニェウジンスク連隊で戦い、四等聖アンナ勲章を授与された。同年12月には中尉に昇進し、終戦を迎えた。
終戦後の1906年には、第55フィンランド竜騎兵連隊に配属され、アレクサンドル・オルロフ将軍のバルト地方への遠征に参加し、シベリアの反乱軍の鎮圧を指揮した。1910年にはニコライ参謀本部アカデミーを卒業した。

### 世界大戦と革命
第一次世界大戦では大尉に昇進し、騎兵隊の指揮官として参加することとなった。1914年10月13日にはロシア帝国の最高軍事勲章である聖ゲオルギー勲章第4等を授与された最初のロシア人将校の一人となる。同年12月には大佐に昇進し、1915年10月にザバイカル・コサック軍の第1ネルチンスク連隊長に任命された。同部隊はガリチア地方でオーストリア軍相手に大勝し、特にブルシーロフ攻勢ではヴラーンゲリの活躍が目立った。
1916年12月には、ウスリー騎兵師団第2旅団長として、ウスリー川に拠点を置くウスリー・コサックの軍勢を率い戦闘に参加した。1917年1月、少将に昇進し、ウスリー騎兵師団長代行を務めた。同師団は同年7月に他の騎兵部隊と統合され、統合騎兵軍団となった。さらに、1917年夏のズブルチ川での防衛戦の功績により、再び聖ゲオルギー勲章を授与された。1917年7月9日、第7騎兵師団長となったが、翌日には混成騎兵軍団長に任命された。同年9月、第3騎兵軍団長に任命されたが、就任しなかった。

### 白色運動

#### 義勇軍

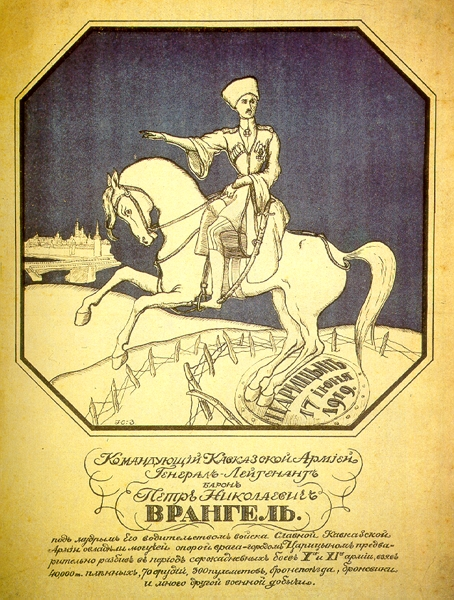
白軍の宣伝ポスター、1919年6月17日「カフカース軍司令官ピョートル・ニコラーエヴィチ・ヴラーンゲリ中将男爵」(Командующий Кавказской Армiей Генералъ-Лейтенантъ баронъ Петръ Николаевичъ Врангель)

ドイツとのブレスト＝リトフスク条約の締結により、ロシアが第一次世界大戦から離脱すると、ヴラーンゲリは任務を辞し、クリミアのヤルタにあるダーチャで暮らすようになった。1917年末にボリシェヴィキに逮捕されたが、釈放されてキエフに逃れ、パウロー・スコロパードシクィイ将軍のウクライナ国政府に協力した。1918年8月には、国家の危機を救うため再び軍務へ復帰することを決意し、クラスノダールを拠点とする反ボリシェヴィキ義勇軍に参加した。第1騎兵師団の師団長に就任すると同時に、白軍の少将に任官された。同年末の第二次クバーニ作戦の功績により、中将に昇進し、彼の師団は軍団に引き上げられた。
1918年8月にはクバーニに移り、アントーン・デニーキン将軍の率いる反革命の義勇軍に参加し、彼の参謀長として赤軍との戦闘に身を投じた。
当初は騎兵隊の指揮官として参加したが、1919年1月からはカフカース軍の司令官となった。この間、テーレク、ロストフなどロシア南部を転戦し、ツァリーツィン （現在のヴォルゴグラード）における大規模戦闘にも参加した。
歴史家のピーター・ケネスによれば、「ヴラーンゲリはよく戦ったが、軍に入った最初の数週間は、傲慢な振る舞いで際立っていた」という。北カフカースで赤軍を打ち破った後、デニーキンはツァリーツィンへの進攻を望んだが、ドン軍管州西部の安全が確証できなかったため、デニーキンはそのドンの戦線に軍を送ることを余儀なくされたが、ヴラーンゲリは、この、デニーキンの決定を痛烈に批判し、両者の対立が深まった。ケネスによれば、ヴラーンゲリはドンバス及びドン軍管州全域の喪失は喜んで受け入れたが、それはヴォルガ川沿いのどこかで、アレクサンドル・コルチャーク提督（白軍最高司令官にして最高執政官）の協力があると、強く信じていたからであるという。しかし、1月にコルチャークが非業の死を遂げ、デニーキンの強い要望もあって、1919年秋に彼は革命勢力の首都であるモスクワを占領しようし軍を北上させたが失敗した。
全ロシアの実権はデニーキンのもとへ移った。しかし、デニーキンは白軍不利の状況を前にこの実権移譲を公式には引き受けなかった。

#### 南ロシア軍
1919年1月8日には、白軍の劣勢を挽回するために白衛義勇軍と白色ドン・コサック軍との統一抗戦組織となる南ロシア軍が創設され、義勇軍もその構成単位となった。黒海艦隊をはじめ、多くの白軍組織がこの統一戦線に加わった。
しかし、不利は挽回されず次第に南ロシア軍の劣勢は決定的となった。ウクライナでのペトリューラ軍やネストル・マフノのウクライナ革命蜂起軍との戦闘で疲弊し、その上セミョーン・ブジョーンヌイらに指揮された赤軍はますますその勢いを増していた。11月12日には主兵力であったドン軍が赤軍に下り、南ロシア軍の劣勢はいよいよ決定的となった。

### 南ロシア政府

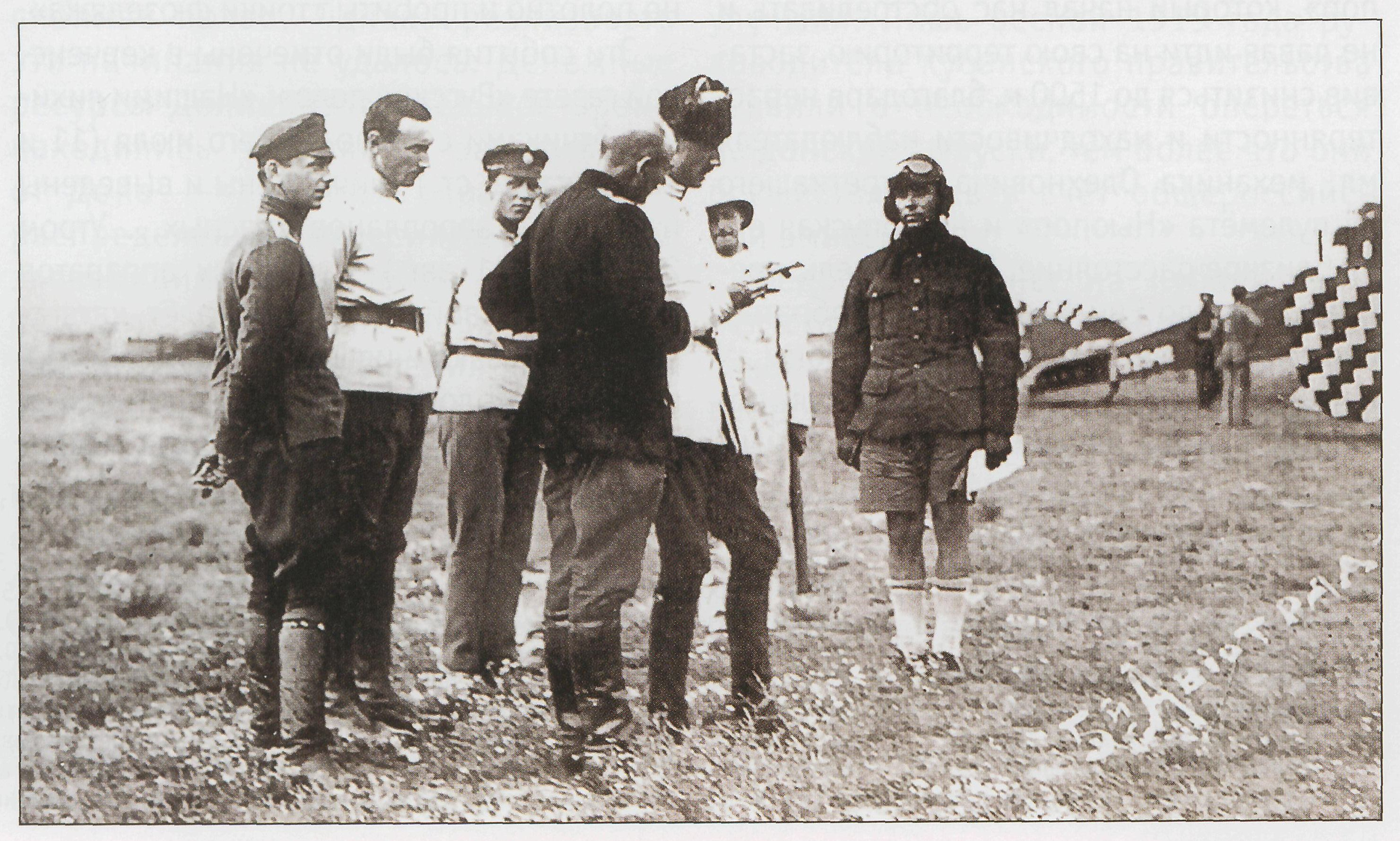
1920年頃、ピョートル・ヴラーンゲリ、新たに整備された航空隊の操縦士とともに

ヴラーンゲリは、軍の指導方針を巡ってデニーキンと対立を起こした。そして1920年2月8日、ヴラーンゲリは司令官の地位を辞し、軍の一部を率いてデニーキンの義勇軍を離れ、コンスタンティノープルへ亡命した。
1920年3月26日から27日にかけて、デニーキンはノヴォロシーイスクからクリミアへ残存兵力を退却させた。4月2日には、デニーキン将軍は亡命を決意し、セヴァストポリのアブラム・ドラゴミロフ将軍率いる軍事委員会は、南ロシアの全権をヴラーンゲリに委譲した。4月4日にはセヴァストーポリにて南ロシア軍総司令官に選出された。一方、デニーキンは南ロシア軍の勢力の大半を率いて国外へ亡命した。
5月11日、ヴラーンゲリは軍をロシア軍という名称に改めた。ヴラーンゲリはこの地で新たな独立共和国の建設を試みた。
それまで、白軍は勢力圏となった南部ロシアやウクライナの人口の大半を占めていた農民の支持を得ることに失敗していた。帝政時代に農奴として虐げられてきた農民らは、白軍の勝利によって再び以前の態勢が戻ることを恐れていたのである。実際、白軍司令官のほとんどは帝政派であり、ロシア帝国の復活を目論んでいた。これに対し、ヴラーンゲリは、モデルとした国家のように土地を農民へ分配する土地改革など従来の帝政派と異なる方針を打ち出した。これにより、農民らの支持を得て勢力の回復がされることを期待した。農民の望む土地の個人所有はソビエトが全面否定しており、またソビエトは農民を敵視していたこともあり、ヴラーンゲリのロシアにとって農民への懐柔は有益であると考えられた。
外交的には、旧ロシア帝国領に成立したウクライナ人民共和国やグルジア民主共和国などの反ボリシェヴィキ政権の独立を承認し、外交関係を築いたが、諸外国からの支持は乏しく、それらの政権も最終的に赤軍によって征服された。
ヴラーンゲリは 1920年6月から10月まで、メリトポリの建物を司令部として使用していた。その場所は後にメリトポリ郷土史博物館となった。
また、フランスからはデ・ファクトの承認を取り付け、軍の建て直しと政府機構の拡充を図り国家地域の経済的な発展にも取り組み、ボリシェヴィキを打倒しようと試みた。軍備には、イギリス製やフランス製の第一級のものが導入された。加えて、南ロシア軍時代よりセヴァストポリ港にあった艦艇の多くを白軍に接収していた。これらの艦艇は、十月革命後ウクライナ国艦隊のちに赤軍艦隊となっていた旧ロシア帝国海軍黒海艦隊の所属艦で、戦艦以下若干の新鋭艦と多くの旧式艦を含んでいた。

### 敗北と亡命

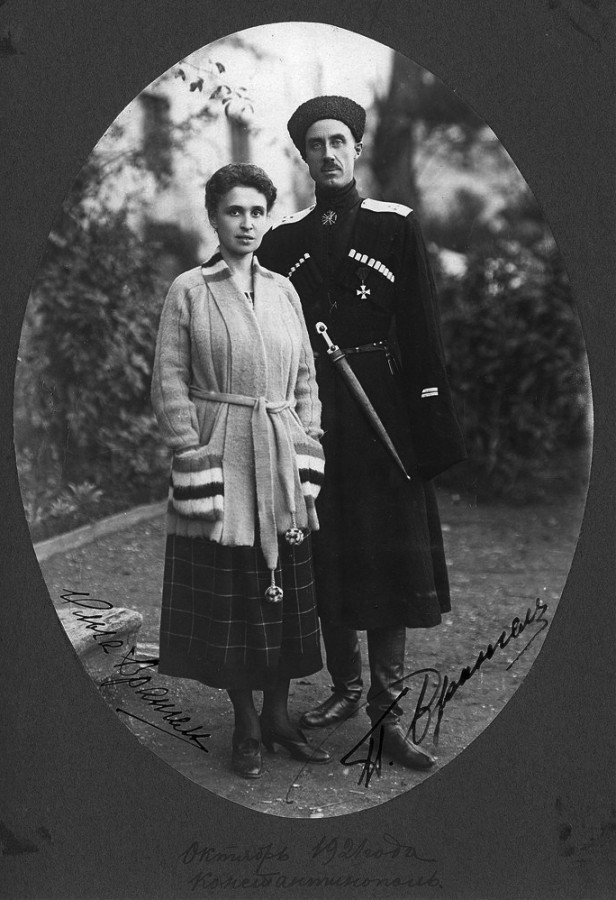
1920年頃、妻アーンナとともに

しかし、ポーランド・ソビエト戦争、ウクライナ・ソビエト戦争の終結により赤軍の全勢力がクリミアへ向けられると、ロシア軍は瞬く間に存亡の危機に立たされることとなった。
ヴラーンゲリは、ポーランド・ソビエト戦争でのソヴィエト勢力の敗戦を頼みに起死回生をかけ、北方へ向けて突撃を行った。
しかしながら、赤軍の勢いは衰えておらず、ロシア軍は北ターヴリヤ(クリミア半島北部)での赤軍との戦闘、ペレコープ＝チョーンガル作戦で兵力の半数を失うこととなった。ヴラーンゲリは、残存勢力をロシア国外に逃して態勢を立て直す決意をした。ヴラーンゲリは、全指揮官、兵士、そして彼らに従ってきた市民に対し選択の自由を与えた。すなわち、彼らは行き先の見えないヴラーンゲリの亡命に付き従うか、ソヴィエト勢力による占領を受け入れ現在の土地に残るかの選択を迫られたのである。
11月14日、ヴラーンゲリは残存兵力を艦隊に乗せて出航した。残る艦艇や航空機、車輌などは破壊された。だが、船団の一部は出航直前に赤軍によって拿捕された。クリミアで捕らえられた人々の多くは、その後しばらくの間に赤軍によって処刑された。
ヴラーンゲリら離脱に成功した一団は、トルコのイスタンブール、チュニジアのビゼルトなどを経由して、ユーゴスラビアへ亡命した。途中、12月29日に艦隊はビゼルトでフランス政府により接収された。全艦とも、その後ロシアへ返還されることなく解体された。

### 亡命生活と死
その後も反ソ連活動を続け、1924年にはセルビアの町スレムスキ・カルロヴツィで、ロシア全軍連合を設立、亡命中の白軍関係者の大半を組織した。この組織のもと、彼らはソ連に対するパルチザン活動を継続した。
1927年9月、ヴラーンゲリは家族とともにブリュッセルに移住し、鉱山技師として働くが、1928年、ブリュッセルにおいて急死し、チフスを患ったためだと言われていた。しかし、彼の死の少し前に姿を消した彼の執事の兄弟に毒殺の嫌疑がかけられており、家族を含め、彼が毒殺されたと信じる者は少なくない。執事の兄弟はソ連のスパイであったと信じられている。葬儀はセルビアで執り行われ、正教徒であったピョートル・ヴラーンゲリの遺体はベオグラードの正教教会墓地に埋られた。
死去の年、ヴラーンゲリの回想録となる「手記」(«Записки»ザピースキ)がベルリンの『白軍』(«Белое дело»ビェーライェ・ヂェーラ)誌上で発表された。

## 評価

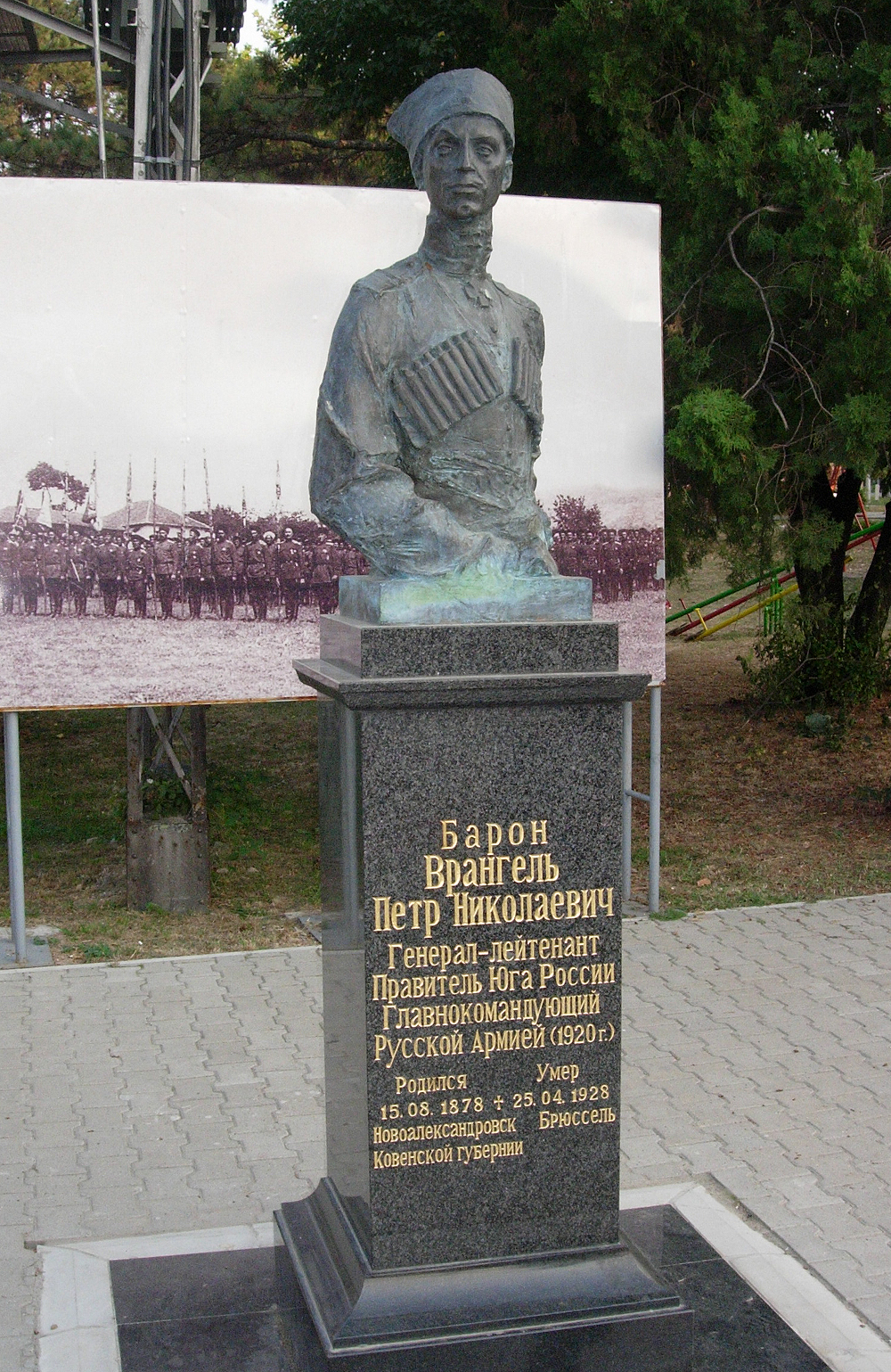
スレムスキ・カルロヴツィにあるフォン・ヴランゲル男爵の記念碑

後年、彼の業績を称える記念碑が在外ロシア正教会によってセルビアのスレムスキ・カルロヴツィに建立された。
白軍勢力にとって、ヴラーンゲリは最後のカリスマ的指導者であった。しかし、彼のカリスマ性はミハイール・アレクセーエフやラーヴル・コルニーロフ、アントーン・デニーキンら彼の前任者たちには及ばなかった感がある。ヴラーンゲリは白軍最後の司令官であり、敗軍の将となったため近年復権の動きも強いデニーキンらと比べ低い評価がなされていると言わざるを得ない。しかし、それは決して彼の業績が劣っていたわけではなく、彼の実権を握った時期が遅かったというだけのことである。ヴラーンゲリの支持者からすれば、彼に反目したデニーキンらの動きがなければ白軍の活動はより効果的に継続できたはずであり、クルィーム地方の発展に寄与したヴラーンゲリの業績は過小評価すべきではない。また、亡命後の組織活動においてもヴラーンゲリは縦横にその能力を発揮し、そのためソ連政府からも危険人物として見られていたのである。
従ってソ連時代には他の白軍司令官らとともにヴラーンゲリに対しては極めて否定的な、低い評価しか与えられてこなかった。ソビエト連邦の崩壊後、歴史の見直しの行われる中で彼の復権も行われているが、未だ評価は低いままである。
また、ロシア内戦中の赤軍の戦闘歌である『白軍、黒い男爵』はヴラーンゲリにちなんで命名され、その最初の歌詞では、ヴラーンゲリが白軍の司令官であると同時に、ソビエト・ロシアに対する最大の脅威であるとされている。なお、ヴラーンゲリは伝統的な民族衣装チョハの黒色を軍服として愛用していたことから、Чёрный барон（黒い男爵）という愛称を持つ。
2015年、ロシア連邦政府は海外に埋葬されていた白系ロシア人の遺骨の送還を開始したが、現ロシア政府が「ボリシェヴィズムの悪を断罪していない」として、ヴラーンゲリの子孫は彼の遺骨をロシアに戻すことを拒否した。
セルビアのテレビシリーズ『バルカンの影』の第1期では、ロシア人俳優アレクサンドル・ガリビンがヴラーンゲリの役を演じている。
2021年9月、アフガニスタンからアメリカ軍が撤退した後、ウォール・ストリート・ジャーナル紙で、ヴラーンゲリの孫であるピョートル・バシレフスキーは、祖父ヴラーンゲリが1920年11月に成功させた、約15万人の反ボリシェヴィキの兵士と市民の避難を比較し、アフガニスタンにおけるアメリカ政府の「官僚的無能さ」を強調した。